# Порто д'Ада
Порто д'Ада је насеље у Италији у округу Монца и Бријанца, региону Ломбардија.
Према процени из 2011. у насељу је живело 1052 становника. Насеље се налази на надморској висини од 238 м.